# Els Murris
Els Murris (Wanneperveen, 28 september 1981) is een Nederlands voormalig langebaanschaatsster.
In 2005 won Murris verrassend een wereldbekerwedstrijd op de 1000 meter in Inzell. Murris maakte sinds mei 2006 deel uit van de VPZ-ploeg. In 2006 won zij de Kraantje Lek Trofee. Na het seizoen 2006/2007 zette Murris een punt achter haar schaatscarrière.

## Persoonlijke records
| Afstand    | Tijd    | Datum            | Baan           |
| ---------- | ------- | ---------------- | -------------- |
| 500 meter  | 39,90   | 29 december 2005 | Heerenveen     |
| 1000 meter | 1.17,51 | 19 november 2005 | Salt Lake City |
| 1500 meter | 1.59,43 | 20 maart 2003    | Calgary        |
| 3000 meter | 4.16,17 | 21 maart 2003    | Calgary        |
| 5000 meter | 8.11,49 | 25 februari 2002 | Heerenveen     |

## Resultaten
| jaar | NK Afstanden               | NK Allround | NK Sprint |
| ---- | -------------------------- | ----------- | --------- |
| 2003 |                            |             | 10e       |
| 2004 |                            |             | 8e        |
| 2005 | 12e 1000m 18e 1500m        |             | 10e       |
| 2006 | 8e 500m 5e 1000m 5e 1500   |             | 7e        |
| 2007 | 10e 500m 8e 1000m 12e 1500 | 12e         | 10e       |